# Cymbidium iridioides
Cymbidium iridioides är en orkidéart som beskrevs av David Don. Cymbidium iridioides ingår i släktet Cymbidium, och familjen orkidéer. Inga underarter finns listade i Catalogue of Life.

## Bildgalleri

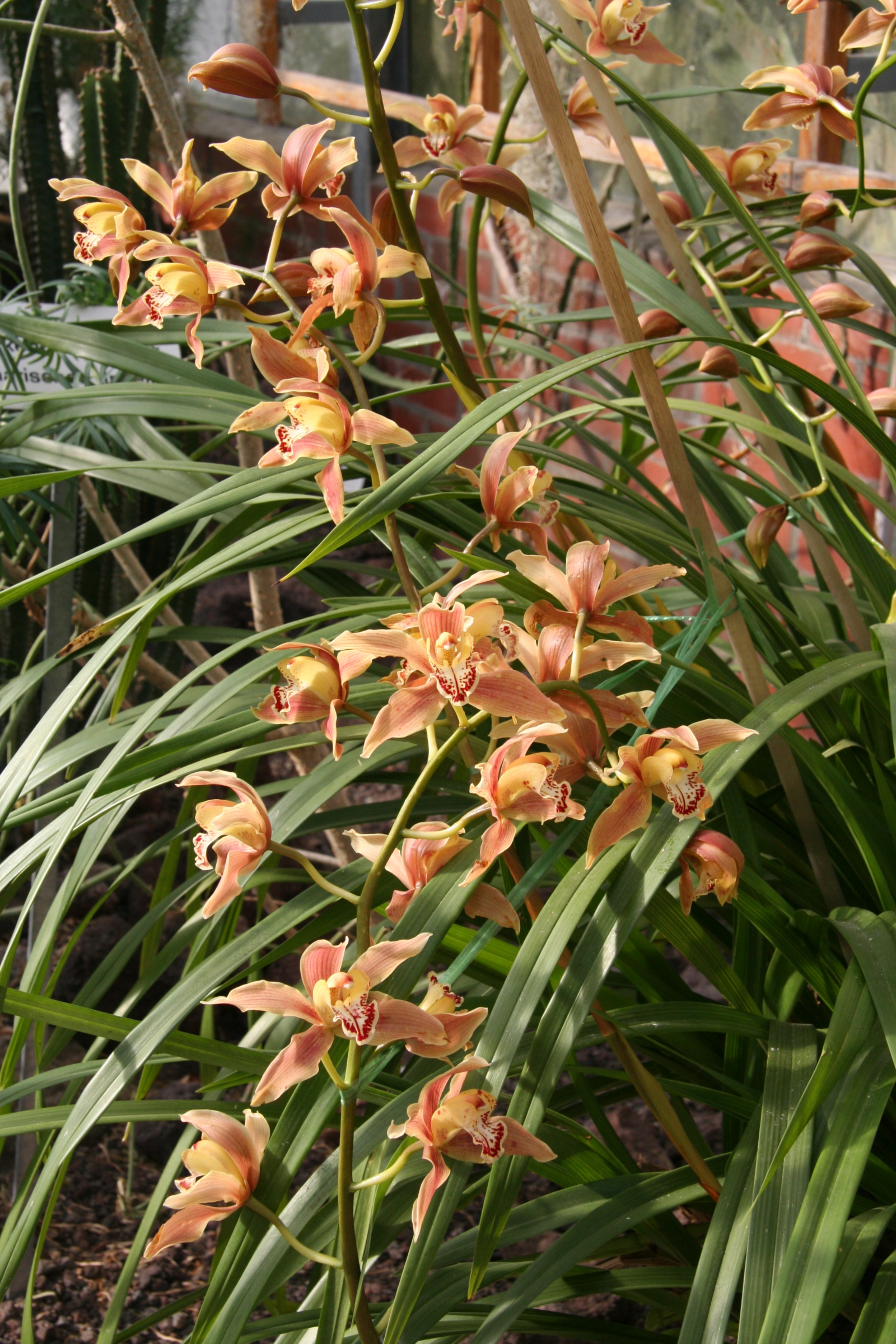
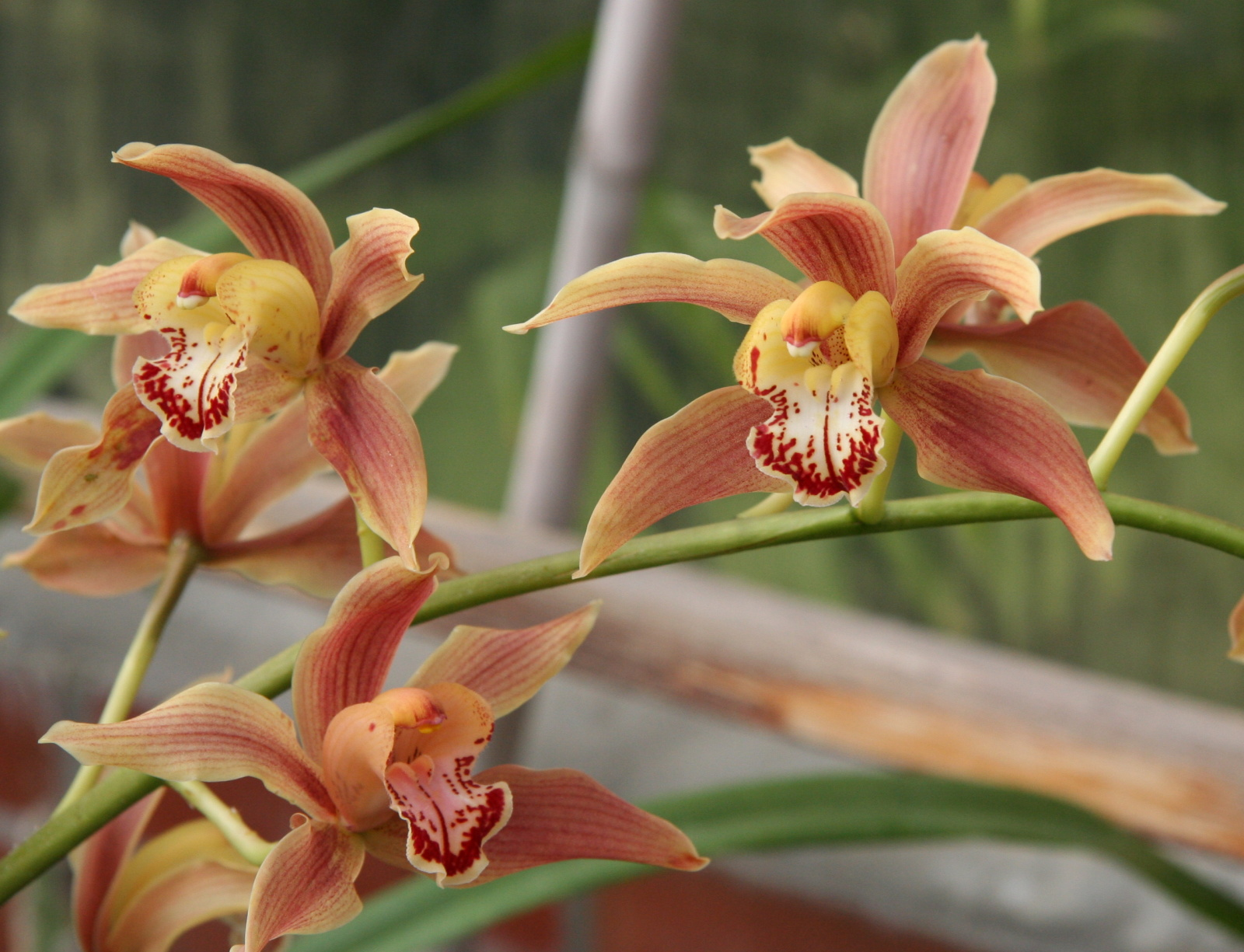
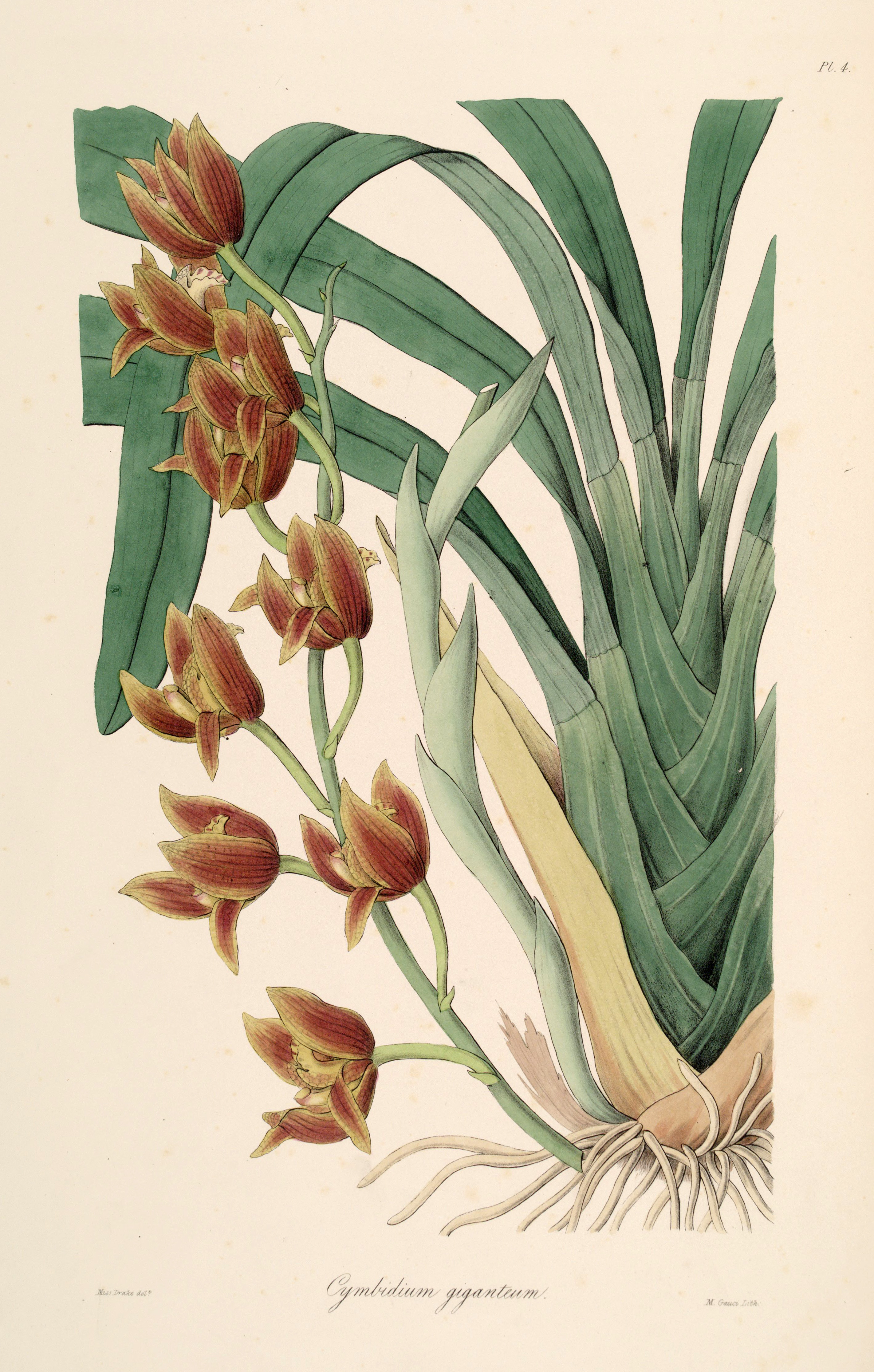
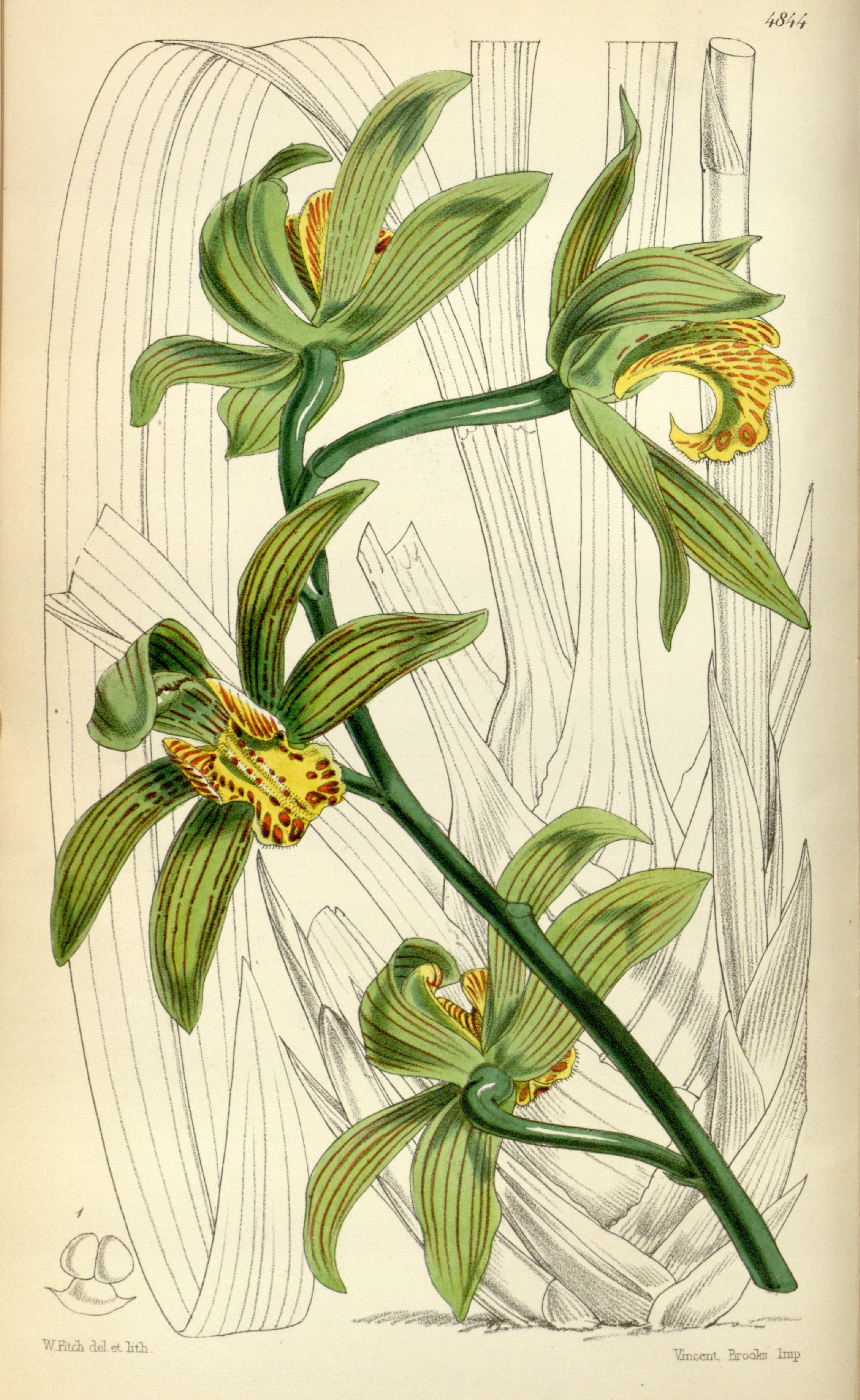